# Nico Cirasola
Nico Cirasola (ur. 27 maja 1951 w Gravina in Puglia, zm. 3 kwietnia 2023 w Rzymie) – włoski reżyser, scenarzysta i producent filmowy, sporadycznie aktor. 

## Biografia
Urodził się w Gravina in Puglia, miłośnik kina od dzieciństwa, w 1982 roku Cirasola napisał książkę "From Angelo Musco to Massimo Troisi - The Southern Comedy Cinema”. W 1989 roku zadebiutował filmem Odore di pioggia z Renzo Arbore w roli głównej.
Wszystkie filmy Cirasoli były niezależnymi produkcjami własnej produkcji i często charakteryzującymi się satyrycznymi i politycznymi zobowiązaniami. Jego prace obejmują Bell'Epoker (2003), satyrę na temat pożaru Teatro Petruzzelli w 1991 roku, Focaccia Blues (2009), film dokumentalny o odnoszącym sukcesy sklepie Focaccia, który zmusił lokalny sklep McDonald's do zamknięcia z powodu braku klientów, oraz Rudy Valentino - Divo dei divi (2017), film z Claudią Cardinale i Alessandro Haberem w rolach głównych, opowiadający o mało znanej podróży Rudolpha Valentino z 1923 roku do jego rodzinnego miasta. Cirasola był również aktywny jako aktor charakterystyczny.
Nico Cirasola zmarł 3 kwietnia 2023 roku w Rzymie, w wieku 71 lat.